# Rhyacia protensa
Rhyacia protensa är en fjärilsart som beskrevs av Barend J. Lempke 1962. Rhyacia protensa ingår i släktet Rhyacia och familjen nattflyn. Inga underarter finns listade.